# 周德礼
周德礼（1922年9月5日—2025年7月21日），北京市门头沟区西斋堂村人。中国人民解放军开国大校。曾任广州军区参谋长、南京军区参谋长。

## 生平
1939年7月15日在家乡八路军，在平北军分区第十团任战士。1939年19月入党。1953任第55军215师第一副师长兼参谋长（师长张镜白，政委江腾蛟）。1954年升任第215师师长（政委李振军）。1955年被授予上校军衔。1955年到南京军事学院高级速成系学习。1957年毕业后留在高等军事学院任战役战术教研室教员。1960年晋升大校军衔。1970年4月任广西军区副司令员。1971年11月任第55军军长（政委闫寿湖）。1977年12月任广州军区参谋长。1980年12月任南京军区参谋长。1985年6月离休。 
中共十大、十一大代表。第六届全国人大代表。荣获三级独立自由勋章、二级解放勋章。